# Jiří Walker Procházka
Jiří Walker Procházka (* 18. srpna 1959, Kutná Hora) je český spisovatel science fiction a fantasy. Některá svá díla vydal pod pseudonymem George P. Walker.

## Život
Jiří Procházka se narodil roku 1959 v Kutné Hoře. Maturoval na místním gymnáziu a poté absolvoval nástavbu Automatizovaných systémů řízení (ASŘ) v Mladé Boleslavi. Od roku 1982 žije v Praze. V letech 1982–1983 pracoval jako programátor ve VÚSE Běchovice. V letech 1983–1985 byl pomocným tiskařským dělníkem, v letech 1985–1988 pomocným skladovým dělníkem. Do roku 1989 se označoval za „permanentního vězně ČSSR, protože zde žil“. Nyní se označuje za svobodného občana, což je mnohem lepší.
V letech 1989–1992 byl programátorem v LBD Praha, od roku 1992 do roku 2016 byl podnikatelem v oblasti software. Od roku 2016 je na volné noze. Živí se psaním knih, jezdí po republice s literárními pořady pro děti, pro studenty i pro dospělé. Vše, co chcete vědět o jeho literárních dílnách, o přednáškách pojednávajících historii komiksu nebo o dějinách fantastické literatury, najdete na jeho osobních stránkách (viz dole).
Se science fiction a fantasy se seznámil díky Ceně Karla Čapka, která je od roku 1982 organizována Československým fandomem.
Od roku 2014 je ženatý s Klárou Smolíkovou, spisovatelkou, lektorkou a scenáristkou. Má syna Ondřeje, psa Lupina a hada Vincenta Tkaničku.

## Literární činnost
Jiří Walker Procházka se podílel svými povídkami na několika antologích (např. Rigor Mortis, Je dobré být mrtvý nebo Punk Fiction), publikuje v časopisech Pevnost, Ikarie nebo Fantázia. Za svá literární díla získal roku 1991 Cenu Ludvíka Součka a dále tři ocenění Akademie science fiction, fantasy a hororu (v letech 1997, 2002, 2004).
Společně s Miroslavem Žambochem vymysleli roku 2005 dobrodružnou knižní sci-fi řadu Agent JFK, do níž Jiří Walker Procházka přispěl dosud šesti díly.
V roce 2014 založil s režisérem Radkem Volfem nakladatelství Walker & Volf, které je zaměřené zvláště na převod špičkových českých či slovenských děl v žánrech sci-fi, fantasy či hororu, ale stejně tak se věnují tvorbě audioknih z původních českých detektivek (Josef Klíma, Štěpán Kopřiva, J. W. Procházka + Klára Smolíková). Narátory tohoto audio nakladatelství jsou takoví mistři jako Jiří Klem, Martin Myšička, Ludvík Král, Otakar Brousek ml., Kateřina Janečková, Jitka Moučková, Jitka Ježková aj.
JWP se v současné době věnuje zejména tvorbě pro děti a teenagery. S manželkou Klárou Smolíkovou píšou řadu dětských detektivek "Tajná dvojka" a knihy o Vynálezci Alvovi. Procházka je také komiksovým scenáristou (série - osmidílný komiks z prostředí renesanční Florencie "Fernando a Stella předbíhají dobu..." o vynálezech Leonarda da Vinciho).
S manželkou Klárou Smolíkovou je spoluautorem několika sérií metodických článků pro knihovnický časopis Čtenář.

## Knihy
- Ken Wood a meč krále D'Sala, Ivo Železný, Praha 1991, pod pseudonymem George P. Walker vydaný první díl autory fantasy série o holywoodském kaskadérovi Kenu Woodovi, který je zavlečen na neznámou planetu zlou čarodějnicí Xyllou. Nové vydání vyšlo roku 2008 v pražském nakladatelství Triton.
- Tvůrci času, Winston Smith, Praha 1991, sbírka sci-fi povídek ze žánru kyberpunku.
- Ken Wood a perly královny Maub, Ivo Železný, Praha 1992, pod pseudonymem George P. Walker vydaný druhý díl autory fantasy série o holywoodském kaskadérovi Kenu Woodovi.
- Hvězdní honáci, Altar, Praha 1996, sci-fi román, výpravná galaktická space-opera, za kterou obdržel Cenu Akademie sci-fi, fantasy a hororu.
- Jablka z Beltamoru, Ivo Železný, Praha 2002, šedesátý třetí díl sci-fi série Mark Stone.
- Totální ztráta rozměru, Milenium Publishing, Praha 2003, sbírka sci-fi povídek.
- Agent JFK 1 - Pašerák, Triton, Praha 2005, společně Miroslavem Žambochem,
- Agent JFK 2 - Není krve bez ohně, Triton, Praha 2005, společně Miroslavem Žambochem,
- Agent JFK 3 - Meč a tomahawk, Triton, Praha 2006, společně Miroslavem Žambochem,
- Agent JFK 4 - Armády nesmrtelných, Triton, Praha 2006, společně Miroslavem Žambochem,
- Agent JFK 11 - Podhoubí smrti, Triton, Praha 2007,
- Agent JFK 27 - Dlouhý černý úsvit, Triton, Praha 2012,
- Druhý krok nikam, nakladatelství Brokilon 2011, ISBN 978-80-7456-007-1
- Agent JFK 33 - Soumrak světů, Triton, Praha 2014, ISBN 978-80-7387-794-1 , sbírka povídek více autorů
- Mrtvá šelma - Souřadnice zločinu 1, Nakladatelství Plus, Praha 2015, společně s Klárou Smolíkovou, ISBN 978-80-259-0382-7
- Šest nevinných, Pavel Mervart, Červený Kostelec 2015, ISBN 978-80-7465-161-8, společně s Josefem Pecinovským, Davidem Zábranským, Přemyslem Krejčíkem, Janem Svitákem, Lukášem Vavrečkem